# Kavarna Al-Šabandar
Kavarna Al-Šabandar (arabsko مقهى الشابندر, latinizirano: Maqha al-Shabander) je ena najstarejših in najbolj znanih kavarn v Bagdadu v Iraku. Je na koncu ulice Mutanabi blizu Kušle. Stavba kavarne je bila prej al-Shabandar Press, ki je bila ustanovljena leta 1907 in je bila v lasti Muse al-Šabandarja, ki je leta 1941, v času kralja Fejsala II., postal minister za zunanje zadeve. Kavarna je zdaj kulturni in intelektualno družabno središče in velja za enega najpomembnejših spomenikov dediščine Bagdada, kjer se razpravlja o poeziji, politiki, kulturi, literaturi in umetnosti ter mesto za izboljšanje znanja o omenjenih temah.

## Etimologija
Kavarna Šabandar je dobila ime po svojih lastnikih iz družine al-Šabandar, družine Bagdadi, znane po bogastvu, prestižu in delu na področju trgovine in politike.

## Zgodovina

### Ustanovitev in kulturna vloga
Sedanji lastnik kavarne, Muhamad al-Khašhali, je povedal, da je bila kavarna ustanovljena leta 1917, vendar je bila stavba nekoč tiskarna, imenovana Al-Shabandar Press, v lasti Muse al-Šabandarja. Zaradi spora je bil Musa za nekaj let izgnan iz Iraka in ko se je vrnil, je začel obnavljati tisto, kar je ostalo od stavbe. Musa jo je preoblikoval v kavarno in jo ponudil v najem. Kavarna je začela sprejemati stranke leta 1917 in začela prirejati koncerte za Iraški maqam, katerih izkupiček je bil vrnjen v dobrodelne namene v Bagdadu. Kavarna je bila tudi zbirališče in kulturna postaja za različne pisatelje, pesnike, pisatelje, intelektualce in osebnosti, vključno s političnimi, kot sta Nuri al-Said in Abd al-Karim Kasim, zaradi svoje bližine vladnim institucijam v državi. Kavarna je postala tudi zbirališče, kjer so se začele politične demonstracije, kot je bila demonstracija proti anglo-iraški pogodbi leta 1948.

### Moderna zgodovina in obnova
Marca 2007, po sektaškem nasilju v državi po ameriški invaziji na Irak leta 2003, je bila kavarna Šabandar žrtev bombnega napada iz miniranega avtomobila na ulici Mutanabi, ki je ubil več kot sto ljudi. Zaradi grozljive eksplozije je bila kavarna skupaj s knjižnico popolnoma uničena. V tem incidentu so bili ubiti štirje Khašalijevi sinovi in njegov vnuk, ki so jih našli med ruševinami in pod ruševinami. Zaradi te nesreče je njuna mama zaradi šoka izgubila vid, nato pa je čez nekaj mesecev umrla. Takrat so mislili, da je bil tudi Khašali ubit, vendar je bil na odmoru, in ko je izvedel novico, mu je strlo srce in je moral nadzorovati svojo jezo. Khašali si je zadal cilj, da kavarna ostane središče kulturne privlačnosti ter ohrani njene kulturne značilnosti in njeno staro identiteto. Posledično je bila kavarna obnovljena s financiranjem države, trgovcev in strank. Po tem je kavarna dobila tudi novo ime, Kavarna mučencev.
Odziv na bombardiranje je bil širok. Dva dni po incidentu je iraški pesnik Ahmed Hussain recitiral pesem na ruševinah kavarne z novinarji in ljudmi, vključno s starejšimi in mlajšimi generacijami, ki so se zbrali okoli njega, da bi ga poslušali.
Med incidentom je iraški umetnik Emad Ali Abbas, ki je leta 2006 študiral filmski oddelek na Akademiji za likovno umetnost v Bagdadu, posnel petindvajset minut dolg dokumentarec z naslovom Sveča za kavarno Šabandar, ki opisuje zgodovino kavarne in njen pomen. Dokumentarni film vključuje posnetke zunanjosti in notranjosti kavarne ter posnetke ljudi, ki se pogovarjajo, pijejo čaj in berejo. Opisujejo ga kot zgodovinsko lokacijo in intelektualno zatočišče, saj igre, kričanje in televizija niso v ospredju v kavarni. Cilj dokumentarca je bil dokumentirati kavarno Šabandar in prikazati drug del Bagdada, ki ni bil sektaško nasilje, ki se je takrat dogajalo. Tako se lastniki in stranke zaslišujejo v kavarni in na ulici Mutanabi. Toda med snemanjem je prišlo do samomorilskega bombnega napada, ki je uničil njegov filmski subjekt. Mesece pozneje se je snemanje nadaljevalo, a ko je zapuščal ulico Mutanabi, ga je napadla skupina razbojnikov, ki so mu ukradli kamero in ga ustrelili v noge. Emad je potreboval celo leto, da je okreval. To je vodilo do vključitve Emadove osebne izkušnje v dokumentarec kot epilog. Dokumentarec je leta 2008 osvojil tretjo nagrado v kategoriji študentskega dokumentarca Gulf Film Festivala v Dubaju.
Kavarna Šabandar ostaja aktivna in po obnovi in prenovi še vedno ohranja svojo zunanjo podobo. Njene stene so prekrite tudi s slikami, pričevanji in časopisnimi izrezki, ki vključujejo različne vidike iraške družbe in zgodovine. Med slikami so slike štirih sinov in vnuka, ki jih je lastnik kavarne izgubil v bombardiranju kot spomin. Ostaja družabni klub za trgovce, šejke, zaposlene, pisatelje in tuje turiste. Je tudi kraj, kjer iraški mediji opravljajo osebne intervjuje.

## Opis in arhitekturne značilnosti
Za kavarno Šabandar je značilen izvirni Bagdadijev arhitekturni slog; kavarna prikazuje enega redkih primerov avtentične bagdadske arhitekture, ki še danes stoji. Stavba je zgrajena iz opeke, mavca in sadre. Glede na veličino stavbe in njeno edinstvenost v smislu oblikovanja in inženiringa, v katerem je blestela iraška arhitektura, velja za eno najpomembnejših arheoloških najdišč v Bagdadu, ki še vedno stoji. Al-Khašali je pojasnil, da se je želel distancirati od komercialne miselnosti, da bi ohranil staro vzdušje, vključno z uporabo starih lesenih sedežev in starih samovarjev, ki se še vedno uporabljajo v notranjosti.
Notranje stene kavarne v prvem pritličju so okrašene s starimi fotografijami iz Bagdada v 19. stoletju in zgodnjem 20. stoletju, vključno s slikami osmanskih paš, kot je Halil Kut in slikami drugih iraških osebnosti, kot so kralj Fejsal I, kralj Fejsal II, ministri iz kraljeve dobe ter iraški pesniki in umetniki ter celo tuje znane osebnosti, kot je Umm Kulthum. V kavarni strežejo limonin čaj, pripravljen na tradicionalen bagdadski način, in vodno pipo. Za razliko od mnogih kavarn v Iraku so bile igre, kot so domine in backgammon, v kavarni prepovedane, da bi dali prostor za dialog in kulturne izmenjave. Kavarna ima dve nadstropji. V zgornjem nadstropju so stare pisarne tiskarne časopisov iz obdobja pred 1930-imi.